# Wielka Brytania na Zimowych Igrzyskach Olimpijskich 1968
Wielką Brytanię na Zimowych Igrzyskach Olimpijskich 1968 reprezentowało 38 zawodników: 28 mężczyzn i dziesięć kobiet. Był to dziesiąty start reprezentacji Wielkiej Brytanii na zimowych igrzyskach olimpijskich.

## Skład kadry

### Biathlon
Mężczyźni
| Zawodnik                                                   | Konkurencja         | czas biegu | Kary  | Łączny czas | Pozycja |
| ---------------------------------------------------------- | ------------------- | ---------- | ----- | ----------- | ------- |
| Roger Bean                                                 | Bieg na 20 km       | 1:19:07,5  | 5:00  | 1:24:07,5   | 16.     |
| Frederick Andrew                                           | Bieg na 20 km       | 1:22:21,3  | 7:00  | 1:29:21,3   | 36.     |
| Alan Notley                                                | Bieg na 20 km       | 1:25:23,1  | 7:00  | 1:32:23,1   | 44.     |
| Marcus Halliday                                            | Bieg na 20 km       | 1:23:40,5  | 19:00 | 1:42:40,5   | 59.     |
| Marcus Halliday Alan Notley Peter Tancock Frederick Andrew | Sztafeta 4 × 7,5 km | 2:34:40,9  | 9     | 2:34:40,9   | 12.     |

### Biegi narciarskie
Mężczyźni
| Zawodnik      | Konkurencja   | czas    | Pozycja |
| ------------- | ------------- | ------- | ------- |
| Victor Dakin  | Bieg na 15 km | 56:49,9 | 58.     |
| Peter Tancock | Bieg na 15 km | 57:31,1 | 59.     |

### Bobsleje
Mężczyźni
| Osada | Zawodnik                                          | Konkurencja | Ślizg 1 | Ślizg 2 | Ślizg 3 | Ślizg 4 | Łącznie | Pozycja |
| ----- | ------------------------------------------------- | ----------- | ------- | ------- | ------- | ------- | ------- | ------- |
| GBR-1 | Anthony Nash Robin Dixon                          | Dwójki      | 1:10,57 | 1:11,60 | 1:11,77 | 1:11,22 | 4:45,16 | 5.      |
| GBR-2 | John Blockey Mike Freeman                         | Dwójki      | 1:12,06 | 1:12,25 | 1:13,79 | 1:13,17 | 4:51,27 | 15.     |
| GBR-1 | Anthony Nash Guy Renwick Robin Widdow Robin Dixon | Czwórki     | 1:10,45 | 1:08,39 |         |         | 2:18,84 | 8.      |
| GBR-2 | John Blockey John Brown Tim Thorn Mike Freeman    | Czwórki     | 1:11,52 | 1:08,67 |         |         | 2:20,19 | 14.     |

### Łyżwiarstwo figurowe
| Zawodnik                 | Konkurencja   | Nota   | Pozycja |
| ------------------------ | ------------- | ------ | ------- |
| Sally-Anne Stapleford    | Solistki      | 1680,9 | 11.     |
| Patricia Dodd            | Solistki      | 1634,6 | 15.     |
| Frances Waghorn          | Solistki      | 1557,2 | 24.     |
| Michael Williams         | Soliści       | 1650,9 | 15.     |
| Haig Oundjian            | Soliści       | 1639,5 | 18.     |
| Linda Bernard Ray Wilson | Pary sportowe | 251,2  | 18.     |

### Łyżwiarstwo szybkie
Mężczyźni
| Zawodnik           | Konkurencja        | Konkurencja        | Konkurencja    | Konkurencja    | Konkurencja    | Konkurencja    | Konkurencja      | Konkurencja      |
| Zawodnik           | Bieg na 500 m      | Bieg na 500 m      | Bieg na 1500 m | Bieg na 1500 m | Bieg na 5000 m | Bieg na 5000 m | Bieg na 10 000 m | Bieg na 10 000 m |
| Zawodnik           | Czas               | Miejsce            | Czas           | Miejsce        | Czas           | Miejsce        | Czas             | Miejsce          |
| ------------------ | ------------------ | ------------------ | -------------- | -------------- | -------------- | -------------- | ---------------- | ---------------- |
| John Tipper        | 41,5               | 19.                | 2:12,4         | 28.            |                |                |                  |                  |
| Geoffrey Stockdale | 42,1               | 26.                | 2:15,6         | 43.            |                |                |                  |                  |
| David Bodington    | Nie ukończył biegu | Nie ukończył biegu | 2:19,1         | 53.            |                |                |                  |                  |
| John Blewitt       |                    |                    |                |                | 7:59,8         | 27.            |                  |                  |

Kobiety
| Zawodnik        | Konkurencja   | Konkurencja   | Konkurencja    | Konkurencja    | Konkurencja    | Konkurencja    | Konkurencja    | Konkurencja    |
| Zawodnik        | Bieg na 500 m | Bieg na 500 m | Bieg na 1000 m | Bieg na 1000 m | Bieg na 1500 m | Bieg na 1500 m | Bieg na 3000 m | Bieg na 3000 m |
| Zawodnik        | Czas          | Miejsce       | Czas           | Miejsce        | Czas           | Miejsce        | Czas           | Miejsce        |
| --------------- | ------------- | ------------- | -------------- | -------------- | -------------- | -------------- | -------------- | -------------- |
| Patricia Tipper |               |               | 1:46,5         | 29.            |                |                | 5:49,0         | 26.            |

### Narciarstwo alpejskie
Mężczyźni
| Zawodnik                | Konkurencja | Konkurencja | Konkurencja       | Konkurencja       | Konkurencja   | Konkurencja   | Konkurencja             | Konkurencja             | Konkurencja             | Konkurencja             |
| Zawodnik                | Zjazd       | Zjazd       | Slalom gigant     | Slalom gigant     | Slalom gigant | Slalom gigant | Slalom specjalny        | Slalom specjalny        | Slalom specjalny        | Slalom specjalny        |
| Zawodnik                | Czas        | Pozycja     | Czas 1. przejazdu | Czas 2. przejazdu | Czas          | Pozycje       | Czas 1. przejazdu       | Czas 2. przejazdu       | Czas łączny             | Pozycja                 |
| ----------------------- | ----------- | ----------- | ----------------- | ----------------- | ------------- | ------------- | ----------------------- | ----------------------- | ----------------------- | ----------------------- |
| Jeremy Palmer-Tomkinson | 2:05,43     | 25.         | 1:53,24           | 1:51,06           | 3:44,30       | 35.           | 54,19                   | 1:06,93                 | 2:01,12                 | 30.                     |
| Ian Todd                | 2:10,00     | 44.         | 1:59,66           | 1:57,81           | 3:57,47       | 60.           | Odpadł w kwalifikacjach | Odpadł w kwalifikacjach | Odpadł w kwalifikacjach | Odpadł w kwalifikacjach |
| Luke O'Reilly           | 2:10,99     | 50.         | 1:56,25           | 1:57,77           | 3:54,02       | 54.           | Odpadł w kwalifikacjach | Odpadł w kwalifikacjach | Odpadł w kwalifikacjach | Odpadł w kwalifikacjach |
| David Borradaile        | 2:17,31     | 56.         |                   |                   |               |               |                         |                         |                         |                         |
| Julian Vasey            |             |             | 1:59,44           | 2:00,29           | 3:59,73       | 62.           | Odpadł w kwalifikacjach | Odpadł w kwalifikacjach | Odpadł w kwalifikacjach | Odpadł w kwalifikacjach |

Kobiety
| Zawodniczka     | Konkurencja | Konkurencja | Konkurencja   | Konkurencja   | Konkurencja                | Konkurencja                | Konkurencja                | Konkurencja                |
| Zawodniczka     | Zjazd       | Zjazd       | Slalom gigant | Slalom gigant | Slalom specjalny           | Slalom specjalny           | Slalom specjalny           | Slalom specjalny           |
| Zawodniczka     | Czas        | Pozycja     | Czas          | Pozycja       | Czas 1. przejazdu          | Czas 2. przejazdu          | Czas łączny                | Pozycja                    |
| --------------- | ----------- | ----------- | ------------- | ------------- | -------------------------- | -------------------------- | -------------------------- | -------------------------- |
| Gina Hathorn    | 1:44,36     | 15.         | 2:00,80       | 26.           | 41,84                      | 46,08                      | 1:27,92                    | 4.                         |
| Divina Galica   | 1:49,39     | 32.         | 1:56,58       | 8.            | Nie ukończyła 1. przejazdu | Nie ukończyła 1. przejazdu | Nie ukończyła 1. przejazdu | Nie ukończyła 1. przejazdu |
| Felicity Field  | 1:42,79     | 6.          | 2:00,55       | 24.           | 44,41                      | 48,97                      | 1:33,38                    | 14.                        |
| Helen Jamieson  | 1:48,03     | 26.         | 2:02,99       | 30.           |                            |                            |                            |                            |
| Diana Tomkinson |             |             |               |               | 48,31                      | 52,62                      | 1:40,93                    | 23.                        |

### Saneczkarstwo
Mężczyźni
| Zawodnik           | Konkurencja | Ślizg 1 | Ślizg 2 | Ślizg 3 | Łącznie | Pozycja |
| ------------------ | ----------- | ------- | ------- | ------- | ------- | ------- |
| Richard Liversedge | Jedynki     | 1:02,83 | 1:02,81 | 1:01,40 | 3:07,04 | 39.     |
| James Manclark     | Jedynki     | 1:02,99 | 1:03,12 | 1:01,83 | 3:07,94 | 40.     |